# Spiranthes aestivalis
Spiranthes aestivalis és una planta herbàcia perenne de la família de les orquídies.
Es distribueix per l'Europa meridional i sud-central, Àsia Menor, Àfrica del Nord; tota França, llevat de les regions del nord on es considera en vies de desaparició. Es creu desapareguda de Bèlgica (Kempen) des del 1981. És present a les regions dels Països Catalans en les terres baixes i estatges montans per sota dels 1.600 msnm. Prolifera en prats humits i aiguamolls. Ha estat catalogada com a espècie vulnerable a Catalunya.
La planta, un geòfit, forma una roseta basal amb unes poques fulles erectes que s'imbriquen al voltant de les espigues on les menudes flors (de 6 a 20 amb tèpals de ~6mm) apareixen a l'estiu (juny-juliol) i es disposen en espiral al voltant de l'eix de l'espiga. El fruit és una càpsula que dispersa les llavors per anemocòria. Als Països Catalans S. aestivalis comparteix el rang de distribució amb Spiranthes spiralis, morfològicament molt similar i de la que se'n diferencia en que en aquesta darrera els tèpals superiors estan soldats formant una mena de tub, mentre que en S. aestivalis aquests tèpals estan lliures.